# Siku quanshu
De Siku quanshu (Complete geschriften in de vier kluizen [van de keizer]) is een zeer grote bibliografische catalogus van Chinese boeken. Het is ook een collectie boeken die in die catalogus wordt genoemd. Het werk werd in 1771 begonnen op bevel van de Qianlong keizer en moest een verzameling worden van het beste uit de Chinese literatuur. De verzameling bevatte uiteindelijk 10.585 boeken. Hiervan werden 3461 werken volledig en handmatig gekopieerd (bij elkaar 2,3 miljoen pagina's) en geplaatst in de keizerlijke bibliotheek (Siku quanshu). De resterende werken werden samengevat en kwamen met samenvattingen van de volledig gekopieerde boeken terecht in de Siku quanshu zongmu tiyao (四庫全書總目提要, de Hoofdpunten aangaande de verzamelde titels van de complete geschriften uit de vier kluizen [van de keizer].
Keerzijde van de samenstelling van de Siku quanshu was de vervolging van een groot aantal personen die werden verdacht van anti-Mantsjoe gevoelens en de definitieve vernietiging van vele geschriften die vanuit een anti-Mantsjoe houding zouden zijn geschreven.

## Classificatie in vier categorieën
Sinds de Han-tijd zijn voortdurend pogingen ondernomen om alle op dat moment in China aanwezige kennis te verzamelen. De eerste poging hiertoe was de 'qilüe' uit de eerste eeuw v.Chr. Hieruit ontwikkelde zich tot aan het begin van de Tang-tijd een classificatie-systeem waarbij alle geschreven werken konden worden onderverdeeld in vier categorieën (sibu). Dit waren:
- Jingbu: de Confucianistische Klassieken (jing 經),
- Shibu: de historiografie (shi 史),
- Zibu: de leermeesters en filosofen (zi 子),
- Jibu: de bellettrie (ji 集).

Deze onderverdeling van oude Chinese boeken wordt nog steeds toegepast in catalogi.
Het werd de gewoonte boeken uit elk van de vier categorieën te voorzien van een specifieke kleur (jing kreeg geel, shi wit, zi paars en ji rood). Verder werden ze opgeslagen in vier aparte ruimtes (siku 四庫, dat daardoor uitgroeide tot een synoniem voor sibu, categorie). Deze viervoudige onderverdeling werd gebruikt bij de samenstelling van de dynastieke bibliografieën (jingjizhi 經籍志), geannoteerde catalogi van de keizerlijke bibliotheek. Zij vormden een onderdeel van de verhandelingen, zoals die zich bevinden in de dynastieke standaardgeschiedenissen. In feite is de Siku zongmu de meest uitgebreide van deze catalogi van keizerlijke bibliotheken.

## Ontstaan van de 'Siku quanshu' (de verzameling boeken)
Op bevel van de Qianlong-keizer werden tussen 1773 en 1782 duizenden boeken en manuscripten beoordeeld. Dit gebeurde door een team van 361 wetenschappers onder leiding van Ji Yun (紀昀 1724-1805) en Lu Xixiong (陸錫熊, 1734-1792). De werken kwamen uit keizerlijke verzamelingen, uit particuliere verzamelingen verspreid over het gehele rijk en uit de 'Grote canon van de Yongle periode' (Yongle dadian, 永樂大典, de encyclopedie van Yongle). Ruim 3000 boeken werden vernietigd omdat ze werden beschouwd als anti-Mantsjoe. Van de resterende 10.585 boeken werden er 3461 geselecteerd voor de keizerlijke bibliotheek. De 2,3 miljoen pagina's met ruim 800 miljoen karakters en onderverdeeld in 70.309 juan werden door 3.826 schrijvers eerst viermaal en later nog eens driemaal volledig overgeschreven. De schrijvers kregen geen geld, maar werden beloond met een openbaar ambt als zij binnen de afgesproken tijd een bepaald vooraf vastgesteld aantal karakters hadden overgeschreven.

## Ontstaan van de 'Siku zongmu' (de catalogus)
Van de 3461 in de bibliotheek opgenomen boeken werd verder nog een samenvatting gemaakt, die samen met beknopte bibliografische essays van de 6793 niet in de bibliotheek opgenomen werken werden geplaatst in de (Qinding) Siku quanshu zongmu tiyao (欽定四庫全書總目提要, de 'Op bevel samengestelde hoofdpunten aangaande de verzamelde titels van de complete geschriften uit de vier kluizen', beter bekend onder de afkorting siku zongmu (四庫總目). Dit werk werd uitgegeven in 1798.

## Opslag
De oorspronkelijke vier exemplaren van de Siku quanshu werden opgeslagen in speciaal daarvoor gebouwde kluizen in de Verboden Stad, het Oude Zomerpaleis, het paleis van Mukden (de tweede hoofdstad, nu Shenyang) en in de zomerresidentie te Rehe (of Jehol, nu Chengde). In 1782 werden drie nieuwe exemplaren opgeslagen in de zuidelijke steden Hangzhou, Zhenjiang en Yangzhou. In elk van de zeven bibliotheken kwam ook een exemplaar van de Gujin Tushu Jicheng ('Volledige verzameling van geschriften uit verleden en heden'), de in 1728 grootste gedrukte encyclopedie ooit. Twee van die gebouwen voor de Siku quanshu bestaan nog steeds, de Wenyuange (文淵閣, het 'Erudiet Literatuur Paviljoen') in de Verboden Stad uit 1776 en de Wenlange (文瀾閣, het 'Literatuur Paviljoen van het Golvende Water') in Hangzhou, gebouwd in 1783.

## Inhoud
De Siku quanshu volgde het oude classificatiesysteem dat alle geschreven werken in vier categorieën verdeelde:
1. De categorie van de klassieke werken (jing 經 of jingbu 經部), bestaat uit literatuur over de Confucianistische klassieken en is onderverdeeld in tien afdelingen.
2. De historiografische categorie (shi 史 of shibu 史部) is onderverdeeld in vijftien afdelingen.
3. De categorie leermeesters en filosofen (zi 子 of zibu 子部) is onderverdeeld in veertien afdelingen, waaronder geneeskunde, astronomie en wiskunde.
4. De categorie bellettrie (ji 集 of jibu 集部). De twee grootste van de in totaal vijf afdelingen zijn de gemeenschappelijke bloemlezingen (zongji 總集) en de bloemlezingen van individuele schrijvers (bieji 別集).

## Bestaande exemplaren
Drie exemplaren van de Siku quanshu zijn vernietigd, die van Zhenjiang en Yangzhou gedurende de Taiping-opstand en het exemplaar uit het Oude Zomerpaleis door Brits-Franse troepen tijdens hun aanval op Peking in 1860. Van de nu nog bestaande exemplaren bevinden zich er drie op het vasteland, waarvan één in de Nationale Bibliotheek te Peking (het Chengde exemplaar) en twee in provinciale bibliotheken. In de bibliotheek van Gansu te Lanzhou bevindt zich het Shenyang (Mukden) exemplaar) en die van Zhejiang te Hangzhou, behield het Hangzhou exemplaar. De oudste versie, die uit de Verboden Stad, bevindt zich nu op Taiwan in het Nationaal Paleis Museum van Taipei. Deze versie is gebruikt als model bij het handmatig kopiëren van de zes andere exemplaren. In 1987 is deze versie op fotomechanische wijze herdrukt in 1500 delen met een totaal gewicht van 1350 kg (en een prijs van $20.000,-).

## Moderne aanvullingen

### Van de collectie boeken (Siku quanshu)
Boeken die wel zijn vermeld in de catalogus (Siku zongmu), maar niet terechtkwamen in de keizerlijke bibliotheek, verschijnen vanaf 1994 in de serie Siku quanshu cunmu congshu (四庫全書存目叢書, 'Bloemlezing van werken genoemd in de titel-catalogus') onder redactie van Hu Sheng (胡繩). Hierdoor zijn 6793 werken, verdeeld in 93.551 juan toegevoegd aan de Siku quanshu. De werken worden uitgegeven door de Universiteit van Peking.
Een aantal tussen de 18e eeuw en 1911 geschreven boeken werd niet vermeld in de Siku zongmu, omdat ze op bevel van de Mantsjoes bewust waren weggelaten of pas later zijn ontdekt. Zij verschijnen in de Xuxiu Siku quanshu (續修四庫全書, 'Het vervolg van de Siku quanshu'). De reeks begon in 1994 en staat onder redactie van Gu Tinglong (顧廷龍). De geannoteerde catalogus uit 1998, de Xuxiu Siku quanshu zongmu (續修四庫全書總目), bestond uit 38 delen en vermeldde 33.000 titels, waarvan de meeste echter nog niet zijn verschenen.

### Van de catalogus (Siku zongmu)
Vanaf het moment van voltooiing, 1798, zijn er aanvullingen, commentaren en correcties op de catalogus gemaakt. Die zijn opgenomen in een herziene versie van de siku zongmu uit 1998, de Qinding siku quanshu zongmu tiyao, zhengli ben (钦定四庫全書總目提要,整理本, de 'herschikte versie'). Dit werk is geschreven in Vereenvoudigde Chinese karakters.
Vanaf het begin van de 20e eeuw wenste men de Siku zongmu uit te breiden met titels die later waren uitgegeven of met werken die door de Qing bewust uit de verzameling werden gelaten. Het 'Japanse Comité voor Oosterse Cultuur' (Tōhō bunka jimu iinkai, 東方文化事業總委員會) gebruikte het Japanse deel van de schadevergoeding naar aanleiding van de Bokseropstand voor de financiering van dit project. Vanaf 1928 werkten 71 Chinese wetenschappers in het Instituut van het Japanse Comité voor Oosterse Cultuur in Peking aan het samenvatten van 32.960 boeken. Het ging hierbij om werken uit de Ming en vroege Qing-tijd, Boeddhistische en Taoïstische werken en boeken die tussen 1750 en 1911 waren verschenen. Het project stond onder leiding van Hashikawa Tokio (桥川时雄, 1895-1982) en Ke Shaomin (1850-1933, de samensteller van de Nieuwe Geschiedenis van de Yuan). In 1940 waren de handgeschreven samenvattingen van 20.319 werken gereed. Hiervan werden 3878 tot de klassieken gerekend, 8363 tot de historiografie, 5082 tot de filosofie en 2996 tot de literatuur. Vanwege de oorlog waren in 1945 slechts 10.080 titels in stencilvorm gereed. Zij zijn in 1971 in Taipei onder leiding van Wang Yunwu (王雲五, 1888-1979) uitgegeven als 'Herziene voortzetting van de geannoteerde catalogus van de keizerlijke bibliotheek' (Xuxiu Siku quanshu zongmu tiyao 續修四庫全書總目提要).
In 1949 kwamen de oorspronkelijke aantekeningen van het Instituut van het Japanse Comité in handen van de Chinese Academie van Wetenschappen. Men besloot tot een publicatie waarbij de 10.070 gestencilde samenvattingen werden gecombineerd met herziene versies van alle samenvattingen uit de siku zongmu. Aan deze uitgave werkten 175 specialisten onder leiding van Li Xueqin (李學勤) en Lü Wenyu (呂文郁). Dit resulteerde in 1996 in de Siku da cidian, (四庫大辭典, het 'Groot woordenboek van Chinese boeken'), met ruim 20.000 werken op dit moment de grootste geannoteerde bibliografie van (oude) Chinese boeken. Van elk boek werd een korte samenvatting van de inhoud gemaakt en werden jaar van publicatie en het aantal herdrukken vermeld. Verder kreeg elke auteur een biografische vermelding.

## Uitgaven van de Siku quanshu of daarvan afgeleid
- Siku quanshu - Wen Yuan Ge Ben (Photocopy Edition), Shanghai Gu Ji Publishing House, 2002, ISBN 7-5325-3300-X. De gehele collectie van 3461 boeken.
  - deel 1-5 Siku quanshu zongmu
  - deel 6 Siku quanshu jianming mulu
  - deel 7-242 Jingbu
  - deel 243-694 Shibu
  - deel 695-1061 Zibu
  - deel 1062-1496 Jibu
  - deel 1497-1500 Siku quanshu kaozheng

De collectie is in boekvorm aanwezig op het Institut für Sinologie und Ostasienkunde der Universität Münster (Bibliothek, Schlaunstr. 2, D-48143 Münster)
Er is ook een uitgave op 153 cd-roms (Siku quanshu dianziban, 四庫全書電子版). Deze database is toegankelijk via de Universiteit Leiden of via de Katholieke Universiteit Leuven.
- Siku quanshu zongmu tiyao, Beijing (Zhonghua shuju) 1965, 2 delen.

Uitgave gebaseerd op de 1795 Zhejiang editie. Alternatieve titels: Qinding Siku quanshu zongmu tiyao, Siku quanshu zongmu.
- Lu Guangming (ed.), Qinding Siku quanshu zongmu tiyao, zhengli ben, Beijing (Zhonghua shuju) 1997, ISBN 7-101-01602-2, 2 delen.

De catalogus met de aanvullingen sinds 1798, met name die door Yu Jiaxi (余嘉锡), Hu Yujin (胡玉缙), Wang Xinfu (王欣夫辑), Li Yumin (李裕民) en Cui Fuzhang (崔富章).
- Li Zhaoxiang (et al.) (李肇翔等编), Siku jinshu (四库全书), Beijing (Jinghua Chubanshe) 2001 (北京 (京华出版社) 2001) , ISBN 7-80600-450-5 (set van 16 delen):
  - deel 1 Jingbu
  - deel 2-9 Shibu
  - deel 10-13 Zibu
  - deel 14-16 Jibu

Catalogus van 2855 werken die tijdens de samenstelling van de siku quanshu op bevel van de Qianlong keizer zijn vernietigd.
- Li Xueqin (ed.), Siku da cidian, Jilin (Daxue Chubanshe), 1996, ISBN 7-5601-1871-2.

De op dit moment meest uitgebreide geannoteerde bibliografie van (oude) Chinese boeken. Indeling is gebaseerd op de sibu zoals die is toegepast op de Siku quanshu.